# Sila (Zvjezdani ratovi)
Sila je ime za životnu energiju u znanstveno-fantastičnom filmskom serijalu Zvjezdani ratovi. Pomoću Midi-klorijaniaca koji su mikroorganizmimi koji žive u nekom biću i dijele svijest s njim, je moguće izmjeriti snagu sile u osobi. Izvorni filmovi Ratova zvijezda opisuju Silu, međutim, samo kao energetsko polje koje spaja sav živi svijet u galaktici. Ono omogućuje kontroliranje Sile. Bića kod kojih se nađe veća količina midi-klorijana zovu se osjetljivima na silu. Postoje dvije strane sile: Svijetla i Tamna. Tamna strana sile nastaje kada je sila iskvarena negativnim osjećajima pojedinca. Ratničko-diplomatski red Jedi-Vitezova i njihovi naučnici Padawani najmoćniji su korisnici sile. Moćima se služe za očuvanje mira. Ratnički red Sitha koristi tamnu stranu sile kako bi imali što veću moć. Drevno ime za silu je Put.